# Lodève
Lodève is een gemeente in het Franse departement Hérault (regio Occitanie). De plaats is de onderprefectuur van het arrondissement Lodève. Lodève telde op 1 januari 2022 7.202 inwoners.
Bezienswaardig zijn onder meer de brug van Montifort en de Kathedraal van Lodève. Verder zijn er het Musée de Lodève (streekmuseum) en de Manufacture Nationale de Tapis de la Savonnerie.

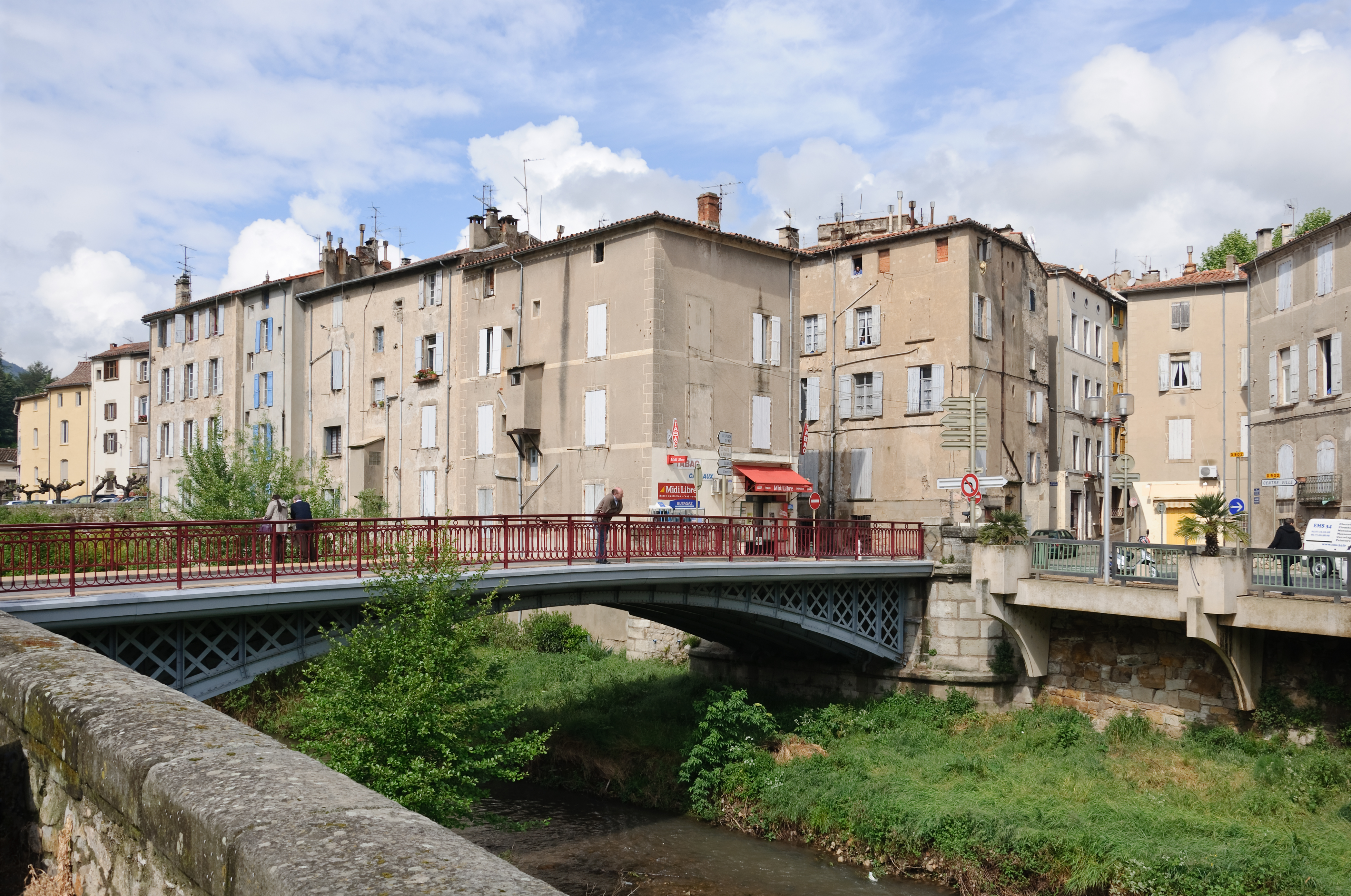
Lodève

## Geschiedenis
In de 1e eeuw v.Chr. was hier een oppidum, een versterkte plaats van de Lutevani, een stam van de Volcae. In de Gallo-Romeinse periode was Luteva een Romeinse kolonie. In de 5e eeuw ontstond een tweede woonkern, op een hoger gelegen plaats. Hier kwamen vooral religieuze gebouwen, de kathedraal en bisschoppelijke gebouwen, terwijl de handelsactiviteiten beneden in de vallei gebeurden. Lodève werd in de eerste decennia van de 13e eeuw een gemeente bestuurd door consuls. In 1351 werden de hoge en de lage stad verenigd door de bouw van een stadsmuur. De stad bloeide door haar textielnijverheid. In 1726 kreeg de stad dankzij eerste minister, kardinaal André Hercule de Fleury, het monopolie om lakenstof te leveren voor de uniformjassen van de Franse infanteristen.
Na de Franse Revolutie werd het bisdom Lodève afgeschaft. Vanaf het midden van de 19e eeuw nam het belang van de textielindustrie af.

## Geografie
De oppervlakte van Lodève bedroeg op 1 januari 2022 23,17 vierkante kilometer; de bevolkingsdichtheid was toen 310,8 inwoners per km². Het centrum ligt in een vallei, bij de samenvloeiing van de Lergue en de Soulondres. Vlakbij ligt het meer van Salagou (Lac du Salagou).

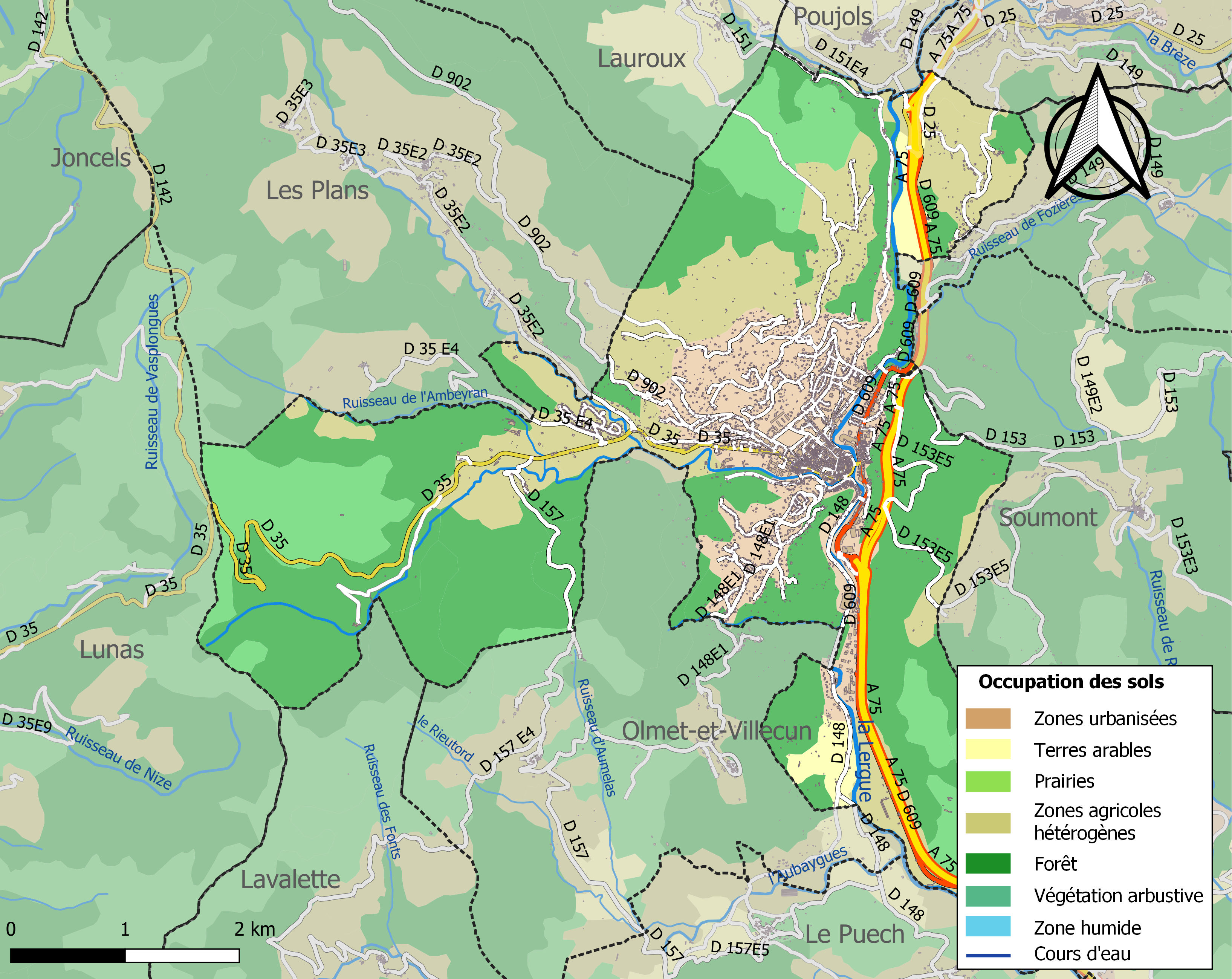
Kaart van de gemeente met belangrijkste infrastructuur, bodemgebruik en omliggende gemeenten

## Demografie
Bijgaande figuur toont het verloop van het inwonertal (bron: INSEE-tellingen).

## Geboren in Lodève
- André Hercule de Fleury (1653-1743), kardinaal en eerste minister
- Georges Auric (1899-1983), componist